# Tarkong Pedro
Tarkong K. Pedro (gest. 1979) war ein Palauer Pädagoge und Politiker. Er diente als Mitglied des House of Delegates of Palau (Palau District Legislature) und des Congress of the Trust Territory of the Pacific Islands (House of Representatives of the Trust Territory of the Pacific Islands).

## Leben
1958 erhielt Pedro ein Stipendium für ein Studium an der University of Hawaii. Er wurde in der Folge Schulleiter der Koror Elementary School, und verbrachte einen weiteren Sommer zum Studium am College of Guam.
Pedro engagierte sich in der Politik und diente in der Palau District Legislature als Repräsentant für Koror bis 1972. Im April 1970 errang er in einer Nachwahl einen Sieg über Jacob Sawaichi  für den Sitz für den 10. Distrikt im Trust Territory House of Representatives nach dem Rücktritt von Minoru Ueki. Obwohl er in den Wahlen im November 1970 wiedergewählt wurde, wurden die Ergebnisse für Palau annulliert. Er wurde in der folgenden Nachwahl erneut gewählt. Auch 1972 wurde er gewählt, verlor aber seinen Sitz 1974 an Isidoro Rudimch.
Er starb 1979 im Krankenhaus in Guam, während er sich auf der Fahrt nach New York City befand zu einem Treffen des UN-Treuhandrats.